# Sala 39
A Sala 39 (oficialmente, Escritório 39 do Comitê Central do Partido dos Trabalhadores da Coreia, também conhecido como Bureau 39, Divisão 39 ou Office 39) é uma organização secreta norte-coreana que busca maneiras de manter o fundo de câmbio estrangeiro para os líderes do país.
Estima-se que a organização fature entre US$500 milhões e $1 bilhão por ano ou mais e pode estar envolvida em atividades ilegais, como falsificação de notas de 100 dólares, produção de substâncias controladas (incluindo a síntese de metanfetamina e a conversão de morfina contendo ópio em opiáceos mais potentes como a heroína) e fraude em seguros internacionais.
Embora a reclusão do estado norte-coreano torne difícil avaliar esse tipo de informação, muitos afirmam que a Sala 39 é crítica para o poder contínuo da família Kim, permitindo-lhes comprar apoio político e ajudar a financiar o programa de armas nucleares da Coreia do Norte. 
A Sala 39 é o maior dos três influentes escritórios do Terceiro Andar, juntamente com o Escritório 35, encarregado de inteligência, e o Escritório 38 que lida com atividades financeiras legais.  Acredita-se que a Sala 39 esteja localizada dentro de um prédio do Partido dos Trabalhadores em Pyongyang, não muito longe de uma das residências do líder norte-coreano. Todos os três escritórios foram inicialmente alojados no terceiro andar do prédio onde o escritório de Kim Jong-il costumava ficar, daí o apelido de "Terceiro Andar".

## História
A Sala 39 foi fundada por Kim Il-sung no final dos anos 1970.  Foi descrita como o eixo da chamada "economia da corte" da Coreia do Norte, centrada na família dinástica Kim.
De acordo com Kim Kwang-jin, em 1972, Kim Jong-il criou o departamento central do partido denominado "Escritório No. 39", que recebeu o nome do número arbitrário do escritório onde iniciou suas operações. Inicialmente, o Escritório estava subordinado ao Departamento de Finanças e Contabilidade do Comitê Central do Partido dos Trabalhadores da Coréia. 
No início de 2010, a agência de notícias sul-coreana Yonhap informou que Kim Dong-un, chefe do departamento, foi substituído por seu vice, Jon Il-chun.
O Chosun Ilbo relatou que a Sala 38, liderada por Kim Jong-il, foi incorporada à Sala 39 no final de 2009, mas as duas foram divididas novamente em 2010 devido às dificuldades de obtenção de moeda estrangeira. A Sala 38 administra os fundos da família Kim em negócios jurídicos e atua como uma organização de fachada para a Sala 39. 

## Objetivo e atividades
A Sala 39 também está envolvida na gestão de receitas em moeda estrangeira de hotéis para estrangeiros em Pyongyang, mineração de ouro e zinco e exportações agrícolas e pesqueiras.  Acredita-se que a Sala 39 seja responsável por redes de empresas ilegais e legais que mudam de nome frequentemente. Empresas que se acredita serem controladas pela Sala 39 incluem Zokwang Trading e Taesong Bank. Muitos dos US$ 500 milhões em produtos têxteis que a Coreia do Norte exporta a cada ano têm falsas etiquetas de "feito na China" anexadas a eles e os salários dos cerca de 50.000 trabalhadores norte-coreanos enviados ao exterior para trabalhar são relatados como tendo adicionado US$ 500 milhões a US$2 bilhões por ano para a renda da sala 39.
Um relatório de 2007 publicado pelo Projeto Milênio da Federação Mundial de Associações das Nações Unidas disse que a Coréia do Norte fatura cerca de US$ 500 milhões a US$ 1 bilhão anualmente com atividades ilegais. As operações criminosas administradas pela Sala 39 incluem tráfico de dólares americanos falsos, venda de Viagra falso, exportação da droga recreativa N-metilanfetamina e obtenção de petróleo russo usando traficantes em Cingapura.